# Лавасани, Мехди
Мехди Лари Лавасани (перс. مهدی لاری لواسانی‎; род. 11 июля 1947, Тегеран) — иранский футболист, защитник.

## Карьера

### Клубная карьера
Во взрослом футболе дебютировал в 1969 году в клубе «Эстегляль», за который выступал на протяжении всей своей десятилетней карьеры. Вместе с командой дважды становился чемпионом Ирана в сезонах 1970/71 и 1974/75. Завершил карьеру футболиста в 1979 году.

### Карьера в сборной
В 1969 году дебютировал в официальных матчах в составе национальной сборной Ирана. В 1972 году вместе со сборной выступал на футбольном турнире летних Олимпийских игр.
Всего в составе сборной принял участие в семи матчах.

## Достижения
«Эстегляль»
- Чемпион Ирана: 1970/71, 1974/75